# Ново-Александровка (Могилёвская область)
Но́во-Алекса́ндровка (бел. Новааляксандраўка) — деревня в составе Осиновского сельсовета Чаусского района Могилёвской области Республики Беларусь.

## Население
- 2010 год — 17 человек